# Santuario di Maria Ausiliatrice (Graz)

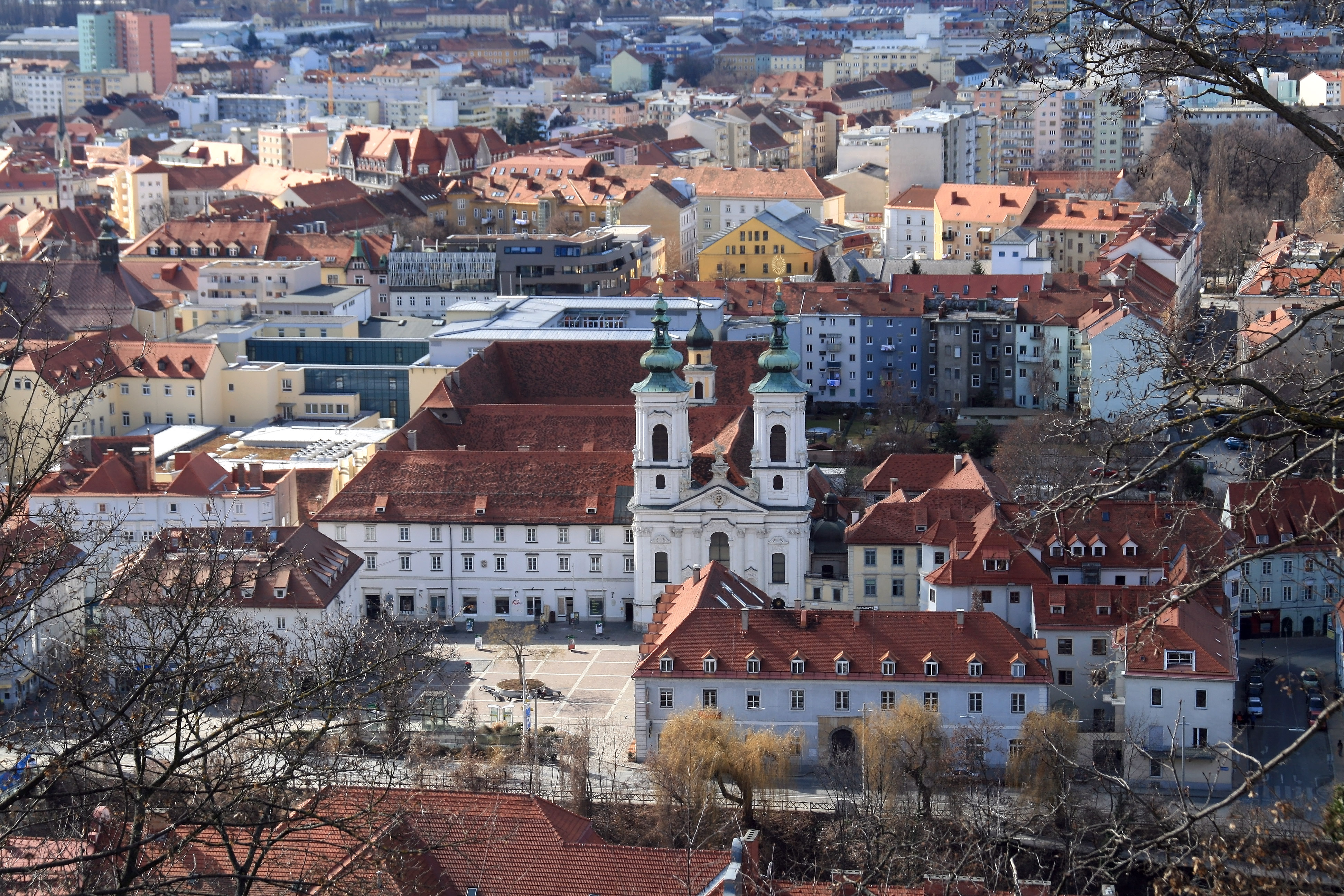
La chiesa di Maria Ausiliatrice e il convento dei minoriti visti dal
Grazer Schloßberg.

Il santuario di Maria Ausiliatrice (Mariahilfkirche), nella capitale della Stiria, Graz, è una chiesa parrocchiale della parrocchia Graz-Mariahilf nel decanato di Graz-Centro. Annesso alla chiesa vi è il convento dei minoriti di Graz.

## Storia e descrizione

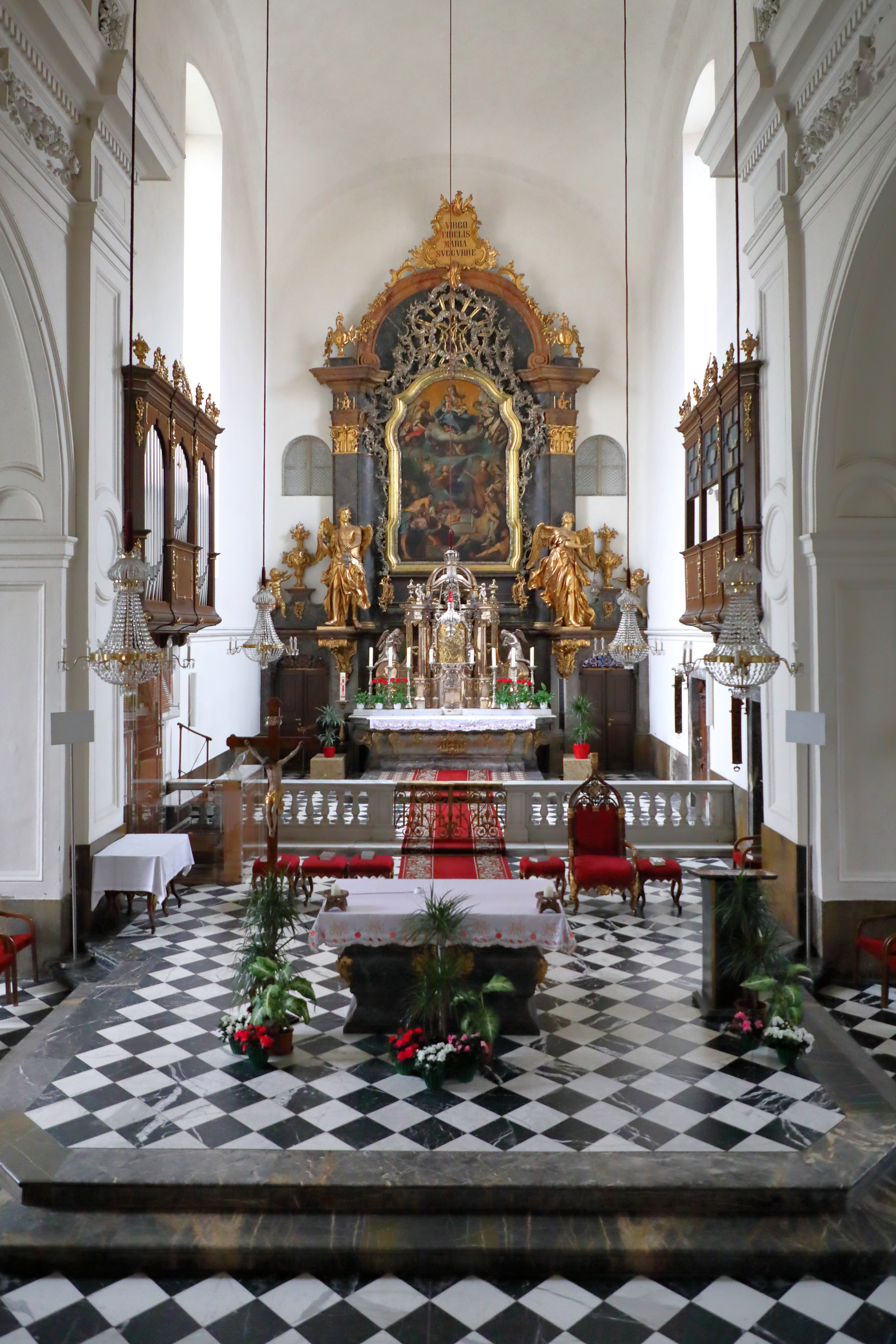
Altar maggiore

Nel XIII secolo s'insediarono in Graz i francescani nel luogo ove oggi si trova il convento francescano.
Dopo che l'Ordine originale si era diviso nel 1517 in conseguenza della disputa sulla povertà apostolica in Conventuali (oggi chiamati "minoriti") e Osservanti, il convento andò agli Osservanti. I Minoriti poterono infine, dopo molti anni trascorsi nella provvisorietà, installarsi, grazie a un dono del principe di Eggenberg e all'Imperatore Ferdinando II, nell'attuale Piazza Maria Ausiliatrice (oggi nel distretto di Lend) a Graz. Nel 1611 la chiesa fu terminata secondo i progetti del 1607 di Giovanni Pietro de Pomis, un allievo del Tintoretto, in stile barocco. Egli eresse una chiesa priva di torri, seguendo modelli veneziani, che in alto terminava con un timpano triangolare nel classico stile dei frontoni. Durante una ristrutturazione secondo i progetti di Josef Hueber tra il 1742 e il 1744, la chiesa assunse l'attuale aspetto con le due torri. Dal 1783 la chiesa è chiesa parrocchiale.
Il timpano sul portale della chiesa contiene oggi una statua barocca rappresentante l'Arcangelo Michele che caccia Lucifero nell'inferno. Le altre figure del portale mostrano a fianco, sopra la porta centrale, i santi francescani Francesco d'Assisi e Antonio di Padova e sopra la porta la Madonna.
L'interno della chiesa è semplice e severo. Gli stucchi della grande cupola sul presbiterio furono rimossi nel 1769. Gli affreschi di Joseph Adam von Mölk furono parimenti rimossi, dopo meno di un secolo. L'immagine della Vergine Maria sull'altar maggiore è considerato il capolavoro pittorico di Pietro de Pomis'.
La sacrestia, costruita tra il 1636 e il 1637, contiene un ricco ornamento a stucco (attribuito a Johann Cajetan Androy) e stalli in stile Régence; presso la sacrestia si trova anche la Cappella di san Bonaventura (cappella battesimale), costruita tra il 1635 e il 1640, con stucchi di Mathias Camin, maestro del Santuario di Mariazell e autore di un altare barocco in scagliola.
A sud delle chiesa si trova il chiostro del convento dei Minoriti, al quale è collegata la cappella della "camera del tesoro". Questa fu costruita tra il 1769 e il 1771, per raccogliere i quadri votivi del santuario. Essa si rivela stretto tardobarocco, l'arredo, in particolare la pala dell'altare, risale ai tempi della costruzione, le pareti e le lunette della volta sono adorne di scene di miracoli in pittura "Ton-in-Ton" di Joseph Adam von Mölk (1773).
Attraverso un'ulteriore corte si raggiunge una rappresentativa scala nell'ex refettorio estivo (la "Sala dei Minoriti"), uno degli spazi profani barocchi più belli di Graz.
A causa di un temporale, nel 2005 una croce insieme a una croce raggiante e un capitello caddero sulla piazza antistante, senza fortunatamente colpire nessuno. Seguì la restaurazione dei tetti delle due torri, le croci furono, incardinate per mezzo di una gru, riportate parallele al portale principale. Poche settimane dopo il vortice ventoso di una tempesta storse una croce e solo poche settimane dopo anche l'altra. Per la domenica del Ringraziamento del 29 settembre 2029 furono presentate dalla ditta Perner le campane fuse per un nuovo scampanio sulla Lendplatz.

## Utilizzo odierno
Fino a oggi gli edifici conventuali del frati Minoriti sono stati abitati. Nel convento si trova anche il "Centro culturale dei Minoriti", nel quale si trovano allestimenti dalla musica locale, bibliografie e arti figurative.
Inoltre si celebrano nella Cappella della camera del tesoro del convento messe della comunità ucraina greco-cattolica delle Chiese cattoliche di rito orientale, e della Chiesa ortodossa russa, per la protezione e intercessione della Madonna a Graz, come ospitalità ecumenica.
L'interno e l'esterno della chiesa di Maria Ausiliatrice furono negli ultimi anni dispendiosamente restaurati.